# Faucoucourt
Faucoucourt é uma ex-comuna francesa na região administrativa de Altos da França, no departamento de Aisne. Estendeu-se por uma área de 7,35 km². Em 2010 a comuna tinha 311 habitantes (densidade: 42,3 hab./km²).
Em 1 de janeiro de 2019, ela foi inserida no território da nova comuna de Anizy-le-Grand.